# Oreophryne kapisa
Oreophryne kapisa är en groddjursart som beskrevs av Günther 2003. Oreophryne kapisa ingår i släktet Oreophryne och familjen Microhylidae. IUCN kategoriserar arten globalt som livskraftig. Inga underarter finns listade i Catalogue of Life.